# Nephrocerus flexus
Nephrocerus flexus är en tvåvingeart som beskrevs av Morakote 1988. Nephrocerus flexus ingår i släktet Nephrocerus och familjen ögonflugor. Inga underarter finns listade i Catalogue of Life.